# 汪勃
汪勃（1088年—1171年），字彦及，黟县碧山村人，宋朝政治人物。
十八歲時以鄉薦入太學，紹興二年（1132年），张九成榜進士，調严州建德（今屬浙江）主簿，後任池州建德縣丞。年逾六十未曾高升。遂依附秦檜，任左宣教郎。紹興十三年，升太常寺主簿，不久，因御史中丞羅汝楫奏舉，任御史臺檢法官。高宗以為汪勃“知大禮，明治道”，提升為諫議大夫兼侍講。內侍押班趙轍在京師霸占他人房屋，汪勃上奏斥責並驅逐出宮中。高宗說：“逐一內侍而其類皆竦，人知畏也。”紹興十四年（1144年）升监察御史，隨即又升殿中侍御史。是年十二月，結合御史中丞楊願、右正言何若，彈劾罷免端明殿學士、籤書樞密院事李文會。秦檜與鄭剛中不協，秦檜指使侍御史汪勃奏請設立四川總領。紹興十六年，汪勃弹劾金部员外郎李若川，说他“情为执政之弟，为所亲经营差遣，安作威福”，若川遂罢去。紹興十七年（1147年），升御史中丞。他承秦檜風旨，彈劾李若谷罷執政。是年九月，汪勃彈劾鄭剛中“妄用官錢”。紹興十八年二月，由簽書樞密院事兼代理參知政事，封新安郡侯。以端明殿學士兼攝東府事。後與秦檜不合，“為言者所攻”，求去時被慰留。依舊職，提舉江州太平興國宫。紹興二十六年，秦檜已卒，起知湖州。孝宗即位，以老邁辭歸。乾道七年（1171年）卒，年八十四。追賜為龍圖閣學士。嘉定年間葉適爲汪勃作碑志，稱其襄佐秦檜為政，直書“佐佑執政”，蓋有貶意。有子汪作礪、汪作舟、汪作霖、汪作人。